# Дунайская флотилия (Хорватия)
Хорватская Дунайская флотилия — условное название речных сил Хорватии на Дунае и его притоке — Драве, подразделения которых впервые были созданы в период истории Независимого государства Хорватия в 1941—1945 годах. В настоящее время Хорватия имеет на Дунае ограниченный контингент кораблей — Речной батальон, действующий в составе инженерного полка.

## Дунайская флотилия Независимого государства Хорватия
Речные силы Хорватии были организованы в 1941 г., после капитуляции Югославии и образования Независимого государства Хорватии.
Первым кораблем флотилии стал сторожевой катер «Усташа». Для полицейской службы Германия передала Хорватии пять катеров, переведенных из Нидерландов. Они были названы «Пакра», «Пцинья», «Петриница», «Плива», «Прача». Задачу траления должны были решать два вспомогательных тральщика — «Загреб» и «Петар Зрински». В 1942 г. и 1943 г. были подняты и вступили в строй флотилии погибшие в период югославской кампании минный заградитель «Цер», ставший штабным кораблем под именем «Врбас», и мониторы «Сава» и «Морава» (вступила в строй под новым именем — «Босна»). К концу 1943 г. речные силы пополнились также сторожевым катером «Босут».
Так же в состав речных сил входил сформированный отряд морской пехоты (впоследствии переформирован в батальон), расквартированный в Земуне. Задачей подразделения было обеспечение деятельности флотилии на берегу и операции против партизан.
В 1944 г. хорватские силы понесли значительные потери: на минах погибли монитор «Босна» и вспомогательные тральщики «Загреб» и «Петар Зрински», был затоплен экипажем монитор «Сава». Оставшиеся сторожевые катера были включены в состав немецкой Дунайской флотилии.

## Современные речные силы Хорватии
Первая речная компания в новой истории Хорватии была основана 28 июня 1991 г. в составе 3-й бригады национальной гвардии. Уже 1 августа того же года она приняла участие в эвакуации гражданского населения из Алимаша.

1 октября 1991 г. был создан отряд речной военной флотилии «Драва». В 1993 г. создано другое подразделение — речная бригада в Осиеке.
С 2007 г. флотилия — это Речной батальон, часть хорватской армии, в составе инженерного полка. Расквартирована в Осиеке. Организационная структура речного батальона включает в себя командование, командное управление (оперативное управление), отряд речных кораблей, минное управление, логистическое управление. В круг задач батальона входят: обеспечение судоходства, операции при чрезвычайных ситуациях, поисково-спасательные операции, другие инженерные операции. Корабельный состав ограничивается сторожевыми катерами PB-91 и PB-93, несколькими другими единицами. Подготовка экипажей проходит совместно с военно-морскими силами: так подготовка пловцов осуществляется вместе с батальоном специальных операций хорватского флота, а стрельбы проводятся вместе с артиллеристами флота.
Командующим батальоном с 2007 г. является полковник Борис Стубичар.

## Корабельный состав

### 1941—1945 гг.

#### Мониторы
- Bosna, 1892 г., 448 т, 54х9х1,2 м. 2 ПМ=1200 л. с.=10 уз. Бронирование: борт 50, палуба 19, рубка 75, башни 19 мм. Вооружение: 2 120-мм, 1 66-мм орудия, 1 15-мм и 4 пулемета. Экипаж 84 человека. Бывший Morava югославской Дунайской флотилии (первоначально SMS Körös Австро-Венгерской Дунайской флотилии), затоплен в ночь на 12 апреля 1941 г. на реке Сава, поднят и вошел в состав речных сил Независимого государства Хорватия под именем Bosna. Погиб на мине в 16 июля 1944 г. на реке Уна.
- Sava, 1904 г., 470 т, 57,7х9,5х1,2 м. 2 ПМ=1400 л. с.=13 уз. Бронирование: борт 40, палуба 25, рубка 50 мм. Вооружение: 2 120-мм орудия, 1 120-мм гаубица, 1 66-мм орудие, 1 66-мм гаубица, 5 пулеметов (после модернизации 1952 г.: 2 105-мм, 3 40-мм, 6 20-мм орудий). Экипаж 86 человек. Бывший монитор югославской Дунайской флотилии (первоначально SMS Bodrog Австро-Венгерской Дунайской флотилии), затоплен 12 апреля 1941 г. в Белграде, поднят и вошел в состав речных сил Независимого государства Хорватия под прежним именем. Потоплен 9 сентября 1944 г. югославской артиллерией на реке Сава. Вновь поднят и восстановлен, служил до начала 1960-х гг.

#### Вспомогательные тральщики
- Zagreb. Погиб на мине 7 сентября 1944 г. у Земуна. Поднят югославами и служил транспортным судном под именем Rijeka.
- Petar Zrinski. Погиб на мине 23 октября 1944 г. у Вуковара.

#### Сторожевые катера
- Ustaša
- Bosut
- Pakra
- Pcinja. По одним данным, существовал ещё один катер «Плитвица», но, скорее всего, «Плитвица» и «Пцинья» — один и тот же катер.
- Petrinjica
- Pliva
- Prača

#### Прочие суда
Штабной корабль Cer, 1909 г., 256 т. 8 уз. Бывший вспомогательный тральщик (первоначально германский гражданский буксир компании SDDG) Helene Австро-Венгерской Дунайской флотилии. В 1919 г. вошел в состав флотилии. Затоплен в апреле 1941 г. на реке Сава. Поднят и вошел в состав речных сил Независимого государства Хорватия под именем Vrbas. В 1945 г. вступил в строй ВМФ Югославии. Служил до 1950-х гг. в качестве штабного корабля под именем Srem.
Спасательное судно Lika

### 1991—н.в.

#### Сторожевые катера
- PB-91
- PB-93